# Melvil Dewey
Melville Louis Kossuth “Melvil” Dewey (Adams Center, 10 dicembre 1851 – Lake Placid, 26 dicembre 1931) è stato un bibliotecario statunitense, ideatore del moderno sistema di classificazione bibliotecario.

## Biografia
Dewey nasce in una famiglia povera, in una cittadina della Contea di Jefferson, nell'alto stato di New York. Il suo nome completo è Melville Louis Kossuth Dewey, in onore del patriota ungherese Lajos Kossuth. Frequentò la Toad Hollow School e nel 1867 ricevette il certificato di insegnante.
Dopo un breve periodo di insegnamento, nel 1870 si iscrive all'Amherst College, nello Stato del Massachusetts. Entra a far parte della fratellanza DKE ed ottiene due premi Walker in matematica.
Nel 1873 entra a far parte dello staff della biblioteca universitaria. Si rende subito conto dei grandi limiti dei sistemi di catalogazione dell'epoca, basati su sistemi di collocazione fissa, collocati cioè su spazi fisici anziché concettuali. Studia gli scrittori di biblioteconomia e visita molte biblioteche nelle città di New York e Boston, tra cui quella di Harvard.
Il pensiero di Dewey è caratterizzato da due aspetti principali: una fiducia assoluta nella ragione, che lo porta a dar vita a diverse iniziative per la semplificazione e standardizzazione dell'ortografia (coerente con le proprie idee, cambiò la grafia del proprio nome in Melvil), e una visione democratica della conoscenza e dell'istruzione. Dewey comprende che le biblioteche possono avere un ruolo rivoluzionario nell'istruzione se tutti i cittadini possono accedere agevolmente agli scaffali: i lettori devono poter trovare i libri che cercano senza ricorrere all'intermediazione di un esperto (il bibliotecario). Ma perché ciò avvenga i libri devono essere ordinati in maniera chiara e significativa: la loro disposizione deve rispecchiare un ordine unico e universale, che abbracci la totalità dello scibile e possa essere riconosciuto e accettato da tutte le persone.
Mosso da questi principi, Dewey mette a punto il proprio sistema di classificazione, basato sulla collocazione relativa dei libri secondo il loro contenuto intellettuale ed utilizzando i numeri decimali da 0 a 9. Dewey divide il mondo del sapere in dieci classi principali, ciascuna delle quali divisa in dieci divisioni e quindi ulteriori dieci sezioni, fino a raggiungere 1.000 sezioni (10^3). L'8 maggio 1873 Dewey sottopone il suo piano alla commissione per la biblioteca dell'Amherst College, che ne approva l'applicazione sia alla raccolta libraria sia al catalogo per soggetto classificato.
Il nuovo schema traeva spunto dalla struttura della conoscenza già sottolineata da Francesco Bacone. Dewey può essere stato ispirato da due sistemi bibliotecari che egli indica come riconoscimenti nella prima pubblicazione del suo sistema nel 1876. In quella prefazione e nelle seguenti tredici edizioni, Dewey cita il sistema a schede dell'editore italiano Natale Battezzati come «..la fonte più fruttifera di idee..»
Nel 1876 Dewey deposita il brevetto del suo sistema di classificazione chiamato ufficialmente A Classification and Subject Index for Cataloguing and Arranging the Books and Pamphlets of a Library e collabora alla fondazione dell'American Library Association, divenendone segretario e quindi, nel 1890, presidente. È l'editore del Library Journal.
Nel 1883 diventa bibliotecario del Columbia College. Nel 1885 fonda il New York Library Club e pubblica la seconda edizione del suo sistema, chiamato Decimal Classification and Relative Index. Nel 1888 collabora alla riorganizzazione della biblioteca statale di New York ad Albany.
Muore per ictus il 26 dicembre 1931.

## La Classificazione decimale Dewey
| Il primo sistema di classificazione utilizzato (1873) fu il seguente: - 0-99 = Generalità (Generalities) - 100 = Filosofia (Philosophy) - 200 = Teologia (Theology) - 300 = Sociologia (Sociology) - 400 = Filosofia (Philosophy) - 500 = Scienze naturali (Natural Science) - 600 = Scienze applicate (Useful Arts) - 700 = Belle arti (Fine Arts) - 800 = Letteratura (Literature) - 900 = Storia (History) |  | L'attuale sistema di classificazione è il seguente: - Classe 000 = Generalità - Classe 100 = Filosofia - Classe 200 = Religione - Classe 300 = Scienze sociali - Classe 400 = Linguaggio - Classe 500 = Scienze naturali e matematiche - Classe 600 = Tecnologia (Scienze applicate) - Classe 700 = Belle arti e arti decorative - Classe 800 = Letterature - Classe 900 = Geografia - Storia |